# Burg Rožmberk
Die Burg Rožmberk (deutsch Rosenberg) befindet sich 20 Kilometer südlich von Český Krumlov (Krumau), auf einem länglichen Felsenvorsprung über dem Fluss Moldau. Im Jahr 2001 wurde die seit 1958 denkmalgeschützte Anlage zum Nationalen Kulturdenkmal Tschechiens erklärt.

## Geschichte
Die Obere Burg wurde nach 1225 durch den Witigonen Witiko von Prčice und Blankenberg oder dessen Sohn Wok von Rosenberg errichtet, der erstmals 1250 in einer Urkunde des Königs Wenzel I. als „Woko de Rosenberch“ erwähnt wurde. Obwohl sein Vater Witiko von Prčice und Blankenberg als Begründer des witigonischen Familienzweigs der Rosenberg gilt, benutzte erst Wok als erster das von dem Burgnamen abgeleitete Prädikat „von Rosenberg“. Woks Sohn Heinrich I. von Rosenberg residierte ebenfalls auf der Rosenburg, verlegte jedoch 1302 nach dem Aussterben des ebenfalls witigonischen Familienzweiges der Herren von Krumau, deren Besitzungen an die Rosenberger übergegangen waren, seinen Sitz auf die Burg Krumau. Trotzdem wurde die Burg Rosenberg von den Rosenbergern weiterhin genutzt. Die Verwaltung wurde einem Burggrafen übertragen, der auch die ständige Militärbesatzung zu organisieren hatte und für das regelmäßige Öffnen und Schließen der Burgtore zuständig war.
Die erstmals 1262 urkundlich erwähnte Untere Burg wurde 1330–1340 unter Peter I. von Rosenberg erweitert. 1420 verpfändete Ulrich II. von Rosenberg Burg und Herrschaft Rosenberg an die Herren von Walsee, denen nach 1460 die Herren von Lobkowitz folgten. Danach muss sie wieder an die Rosenberger gelangt sein, da Burg und Herrschaft Rosenberg nach 1550 von Jan Zrinski, einem Neffen des Peter Wok von Rosenberg verwaltet wurde. Jan Zrinski war ein Sohn von Peter Woks Schwester Eva und Nikola Šubić Zrinski. Während dieser Zeit erfolgte durch den Architekten Baldassare Maggi der Umbau der Unteren Burg zu einem Renaissance-Schloss. Nach dem Tod Peter Woks von Rosenberg 1611 waren ab 1612 die Herren von Schwanberg die neuen Besitzer. Da Peter von Schwanberg 1618 am böhmischen Ständeaufstand beteiligt war, wurde die Burg Rosenberg 1619 vom kaiserlichen Heer unter Feldmarschall Karl Bonaventura Bucquoy eingenommen. Aus Dankbarkeit schenkte ihm Kaiser Ferdinand 1620 die Burg. Sie blieb im Besitz der Grafen Buquoy bis zu deren Enteignung und Vertreibung im Jahre 1945.

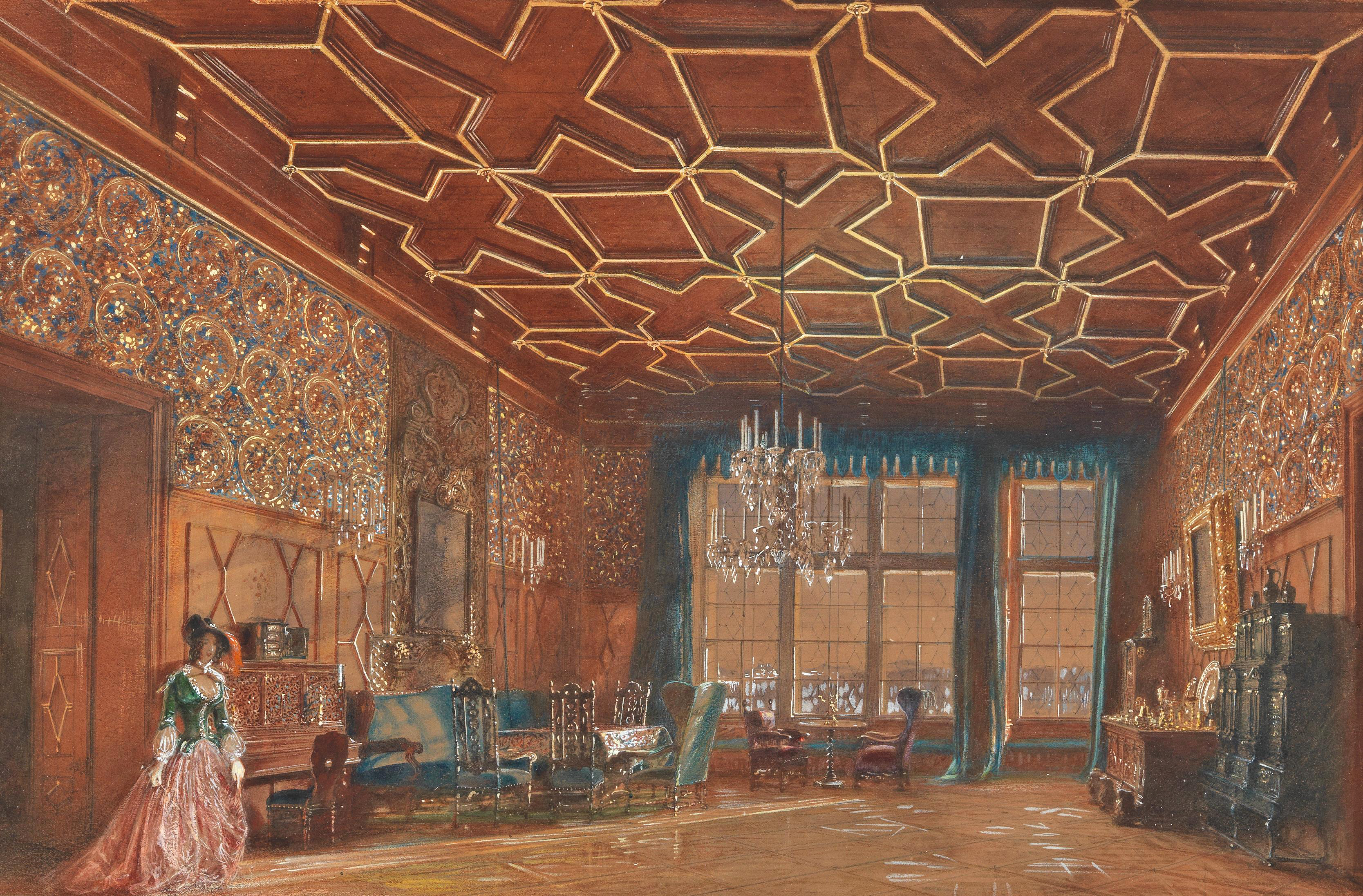
Rudolf von Alt: Interieur im Schloss Rosenberg (1856)

Unter den Grafen Buquoy wurde die Untere Burg 1840–1857 im Stil der Neugotik umgebaut. Nachfolgend stattete der anglophile Georg Johann Heinrich von Buquoy zahlreiche Räume neu aus, u. a. die Kreuzgalerie, die Waffenkammer und die Rosenberger Zimmer. Auch die Familiengalerie geht auf ihn zurück.

## Gebäude
Die Anlage der Burg Rosenberg besteht aus einer Oberen Burg und einer Unteren Burg.
Von der oberen Burg aus dem 13. Jahrhundert ist der gotische Turm namens Jakobínka erhalten. Die den Rundturm umgebenden Wirtschafts- und Wohngebäude stammen aus dem 19. Jahrhundert.
Die jüngere, untere Burg wurde im 16. Jahrhundert zum Renaissance-Schloss ausgebaut und im 19. Jahrhundert in neugotischem Stil umgebaut. Der annähernd rechteckige Innenhof wird im Südosten durch einen zinnenbewehrten Turm mit quadratischem Grundriss abgeschlossen.